# Liste des ponts sur la Durance
Cette liste contient les ponts présents sur la Durance et ses bras. Elle est donnée par département français depuis l'amont du cours d'eau vers son aval et précise pour chaque pont le nom des communes qu'il relie en commençant par celle située sur la rive gauche du cours d'eau.
- voies routières
- voies autoroutières  ou
- voies ferrées
- passerelles piétonnes
- ponts mixtes (route + rail)  +

Certains relient une berge à une île et ne franchissent donc qu'un bras. D'autres sont en ruine et infranchissables.

Certains ponts, en France, sont inscrits ou classés aux monuments historiques, ou encore répertoriés dans l’inventaire général du patrimoine culturel du Ministère de la Culture. D'autres, en Suisse, sont inscrits comme biens culturels d'importance nationale et régionale :
- pont inscrit aux monuments historiques français
- pont classé aux monuments historiques français

## Liste
| Image                                  | Pont                                      | Rive gauche                | Milieu       | Rive droite                | Longueur totale | Localisation                | Type du pont               | Route/ ligne ferroviaire                      | Année                        | Monument historique | Commentaire             |
| Hautes-Alpes                           | Hautes-Alpes                              | Hautes-Alpes               | Hautes-Alpes | Hautes-Alpes               | Hautes-Alpes    | Hautes-Alpes                | Hautes-Alpes               | Hautes-Alpes                                  | Hautes-Alpes                 | Hautes-Alpes        | Hautes-Alpes            |
| -------------------------------------- | ----------------------------------------- | -------------------------- | ------------ | -------------------------- | --------------- | --------------------------- | -------------------------- | --------------------------------------------- | ---------------------------- | ------------------- | ----------------------- |
|                                        | Pont routier de la N94                    | Montgenèvre                |              | Montgenèvre                |                 | 44° 55′ 27″ N, 6° 41′ 27″ E |                            | N 94                                          |                              |                     |                         |
|                                        | Pont des Alberts                          | Montgenèvre                |              | Montgenèvre                |                 | 44° 55′ 28″ N, 6° 40′ 56″ E |                            | D 201                                         |                              |                     |                         |
|                                        | Pont des amoureux                         | Montgenèvre                |              | Val-des-Prés               |                 | 44° 55′ 28″ N, 6° 40′ 46″ E |                            |                                               |                              |                     |                         |
|                                        | Pont de camping                           | Val-des-Prés               |              | Val-des-Prés               |                 | 44° 55′ 05″ N, 6° 40′ 26″ E |                            |                                               |                              |                     |                         |
|                                        | Pont d'Entraigas                          | Val-des-Prés               |              | Val-des-Prés               |                 | 44° 55′ 02″ N, 6° 40′ 29″ E |                            |                                               |                              |                     |                         |
|                                        | Pont de Val-des-Prés                      | Val-des-Prés               |              | Val-des-Prés               |                 | 44° 54′ 50″ N, 6° 40′ 26″ E |                            | N 94                                          |                              |                     |                         |
|                                        | Pont du Fontenil                          | Briançon                   |              | Briançon                   |                 | 44° 54′ 11″ N, 6° 39′ 28″ E |                            | D 302                                         |                              |                     |                         |
|                                        | Pont d'Asfeld                             | Briançon                   |              | Briançon                   | 40 m            | 44° 53′ 56″ N, 6° 38′ 50″ E | Pont en maçonnerie         |                                               | 1731                         |                     |                         |
|                                        | Pont de la Schappe                        | Briançon                   |              | Briançon                   |                 | 44° 53′ 45″ N, 6° 38′ 22″ E |                            |                                               |                              |                     |                         |
|                                        | Pont routier                              | Briançon                   |              | Briançon                   |                 | 44° 53′ 45″ N, 6° 38′ 16″ E |                            |                                               |                              |                     |                         |
|                                        | Pont routier                              | Briançon                   |              | Briançon                   |                 | 44° 53′ 43″ N, 6° 38′ 12″ E |                            |                                               |                              |                     |                         |
|                                        | Passerelle Alphand                        | Briançon                   |              | Briançon                   |                 | 44° 53′ 41″ N, 6° 38′ 08″ E |                            |                                               |                              |                     |                         |
|                                        | Pont du General de Gaulle                 | Briançon                   |              | Briançon                   |                 | 44° 53′ 39″ N, 6° 38′ 00″ E |                            | D 136                                         |                              |                     |                         |
|                                        | Pont routier de la D36B                   | Briançon                   |              | Briançon                   |                 | 44° 52′ 52″ N, 6° 37′ 17″ E |                            | D 36B                                         |                              |                     |                         |
|                                        | Pont férroviaire                          | Villar-Saint-Pancrace      |              | Puy-Saint-André            |                 | 44° 51′ 50″ N, 6° 36′ 11″ E |                            | Ligne de Veynes à Briançon                    |                              |                     |                         |
|                                        | Pont La Lamé                              | Saint-Martin-de-Queyrières |              | Saint-Martin-de-Queyrières |                 | 44° 51′ 44″ N, 6° 35′ 50″ E |                            |                                               |                              |                     |                         |
|                                        | Pont aval de Saint-Martin-de-Queyrières   | Saint-Martin-de-Queyrières |              | Saint-Martin-de-Queyrières |                 | 44° 51′ 03″ N, 6° 34′ 57″ E |                            | N 94                                          |                              |                     |                         |
|                                        | Passerelle piéton                         | L'Argentière-la-Bessée     |              | Les Vigneaux               |                 | 44° 48′ 31″ N, 6° 33′ 55″ E |                            |                                               |                              |                     |                         |
|                                        | Pont-siphon de l'Argentière-la-Bessée     | L'Argentière-la-Bessée     |              | Les Vigneaux               |                 | 44° 48′ 30″ N, 6° 33′ 53″ E | Pont en arc                |                                               |                              |                     |                         |
|                                        | Pont routier de la D104A                  | L'Argentière-la-Bessée     |              | Les Vigneaux               |                 | 44° 48′ 20″ N, 6° 33′ 43″ E |                            | D 104A                                        |                              |                     |                         |
|                                        | Pont routier de la D994E                  | L'Argentière-la-Bessée     |              | L'Argentière-la-Bessée     |                 | 44° 47′ 42″ N, 6° 33′ 36″ E |                            | D 994E                                        |                              |                     |                         |
|                                        | Pont piéton                               | L'Argentière-la-Bessée     |              | L'Argentière-la-Bessée     |                 | 44° 47′ 30″ N, 6° 33′ 39″ E |                            |                                               |                              |                     |                         |
|                                        | Pont routier de la D138A                  | L'Argentière-la-Bessée     |              | L'Argentière-la-Bessée     |                 | 44° 46′ 36″ N, 6° 33′ 34″ E |                            | D 138A                                        |                              |                     |                         |
|                                        | Pont des Eyssards                         | L'Argentière-la-Bessée     |              | L'Argentière-la-Bessée     |                 | 44° 46′ 20″ N, 6° 33′ 36″ E |                            | Ligne de Veynes à Briançon                    |                              |                     |                         |
|                                        | Pont routier de la D38                    | La Roche-de-Rame           |              | Freissinières              |                 | 44° 45′ 15″ N, 6° 34′ 23″ E |                            | D 38                                          |                              |                     |                         |
|                                        | Pont de Mont Dauphin Saint Crépin         | Saint-Crepin               |              | Saint-Crepin               |                 | 44° 42′ 18″ N, 6° 36′ 04″ E |                            | D 138                                         |                              |                     |                         |
|                                        | Pont routier de la D37                    | Eygliers                   |              | Réotier                    |                 | 44° 40′ 10″ N, 6° 36′ 19″ E |                            | D 37                                          |                              |                     |                         |
|                                        | Pont férroviaire                          | Eygliers                   |              | Réotier                    |                 | 44° 40′ 10″ N, 6° 36′ 19″ E |                            | Ligne de Veynes à Briançon                    |                              |                     |                         |
|                                        | Pont de Saint-Clément-sur-Durance         | Saint-Clément-sur-Durance  |              | Saint-Clément-sur-Durance  |                 | 44° 39′ 02″ N, 6° 35′ 01″ E |                            | N 94                                          |                              |                     |                         |
|                                        | Pont de la Route de Saint-André           | Saint-Sauveur              |              | Embrun                     |                 | 44° 33′ 40″ N, 6° 30′ 44″ E |                            | D 994D                                        |                              |                     |                         |
|                                        | Pont routier de la N94                    | Embrun                     |              | Embrun                     |                 | 44° 33′ 28″ N, 6° 30′ 19″ E | Pont mixte acier-béton     | N 94                                          | 2005                         |                     |                         |
|                                        | Passerelle d'Embrun                       | Embrun                     |              | Embrun                     | 54 m            | 44° 33′ 05″ N, 6° 29′ 09″ E | Pont à poutres             |                                               | 2018                         |                     |                         |
|                                        | Pont routier de la D994H                  | Baratier                   |              | Embrun                     |                 | 44° 33′ 01″ N, 6° 29′ 04″ E |                            | D 994H                                        |                              |                     |                         |
|                                        | Pont de Savines                           | Savines-le-Lac             |              | Savines-le-Lac             |                 | 44° 31′ 52″ N, 6° 23′ 45″ E | Pont en béton précontraint | N 94                                          | 1960                         |                     |                         |
| Alpes-de-Haute-Provence / Hautes-Alpes |                                           |                            |              |                            |                 |                             |                            |                                               |                              |                     |                         |
|                                        | Barrage de Serre-Ponçon                   | Venterol                   |              | Valserres                  |                 | 44° 28′ 15″ N, 6° 16′ 15″ E | Barrage en remblai         | D 4                                           | 1960                         |                     |                         |
|                                        | Pont routier de la D900B                  | Ubaye-Serre-Ponçon         |              | Rousset                    |                 | 44° 27′ 52″ N, 6° 14′ 07″ E |                            | D 900B                                        |                              |                     |                         |
| Hautes-Alpes                           |                                           |                            |              |                            |                 |                             |                            |                                               |                              |                     |                         |
|                                        | Pont de Rochebrune                        | Rochebrune                 |              | Théus                      |                 | 44° 27′ 36″ N, 6° 11′ 54″ E |                            | D 951                                         |                              |                     |                         |
| Alpes-de-Haute-Provence / Hautes-Alpes |                                           |                            |              |                            |                 |                             |                            |                                               |                              |                     |                         |
|                                        | Pont de l'Archidiacre                     | Venterol                   |              | Valserres                  |                 | 44° 28′ 33″ N, 6° 06′ 43″ E | Pont mixte acier-béton     | D 4                                           | 1864 (ancien) 2010 (moderne) |                     |                         |
| Hautes-Alpes                           |                                           |                            |              |                            |                 |                             |                            |                                               |                              |                     |                         |
|                                        | Pont de Tallard                           | Tallard                    |              | Tallard                    |                 | 44° 27′ 42″ N, 6° 03′ 39″ E |                            | D 46                                          |                              |                     |                         |
| Alpes-de-Haute-Provence / Hautes-Alpes |                                           |                            |              |                            |                 |                             |                            |                                               |                              |                     |                         |
|                                        | Pont de La Saulce                         | Curbans                    |              | La Saulce                  |                 | 44° 25′ 16″ N, 6° 01′ 11″ E |                            | D 19                                          |                              |                     |                         |
|                                        | Pont de Monêtier-Allemont                 | Claret                     |              | Monêtier-Allemont          |                 | 44° 22′ 50″ N, 5° 56′ 43″ E |                            | D 104                                         |                              |                     |                         |
| Alpes-de-Haute-Provence                |                                           |                            |              |                            |                 |                             |                            |                                               |                              |                     |                         |
|                                        | Nouveau Pont de Fombeton                  | Valernes                   |              | Sisteron                   |                 | 44° 14′ 54″ N, 5° 55′ 17″ E |                            | D 4                                           |                              |                     |                         |
|                                        | Pont autoroutier de Sisteron              | Sisteron                   |              | Sisteron                   |                 | 44° 12′ 15″ N, 5° 56′ 33″ E | Pont à poutres             | A51                                           |                              |                     |                         |
|                                        | Pont de la Baume                          | Sisteron                   |              | Sisteron                   | 40 m            | 44° 11′ 58″ N, 5° 56′ 44″ E | Pont en maçonnerie         | D 951                                         |                              |                     |                         |
|                                        | Barrage de Saint-Lazare                   | Sisteron                   |              | Sisteron                   |                 | 44° 10′ 31″ N, 5° 57′ 08″ E |                            |                                               |                              |                     |                         |
|                                        | Pont autoroutier de Salignac              | Salignac                   |              | Peipin                     |                 | 44° 09′ 11″ N, 5° 57′ 50″ E | Pont à poutres             | A51                                           |                              |                     |                         |
|                                        | Pont de Volonne                           | Volonne                    |              | Château-Arnoux-Saint-Auban | 102 m           | 44° 06′ 31″ N, 6° 00′ 28″ E | Pont à haubans             | D 404                                         | 2006                         |                     |                         |
|                                        | Barrage EDF de l'Escale                   | L'Escale                   |              | Château-Arnoux-Saint-Auban |                 | 44° 05′ 08″ N, 6° 00′ 43″ E | Pont en béton précontraint | N 85                                          | 1962                         |                     |                         |
|                                        | Pont ferroviaire sur la Durance           | L'Escale                   |              | Château-Arnoux-Saint-Auban |                 | 44° 03′ 58″ N, 6° 00′ 25″ E | Pont en treillis           | Ligne de Lyon à Marseille (via Grenoble)      |                              |                     | hors service            |
|                                        | Pont des Mées                             | Les Mées                   |              | Peyruis                    | 172 m           | 44° 02′ 09″ N, 5° 57′ 52″ E | Pont en treillis           | D 4A                                          | 1954                         |                     |                         |
|                                        | Pont routier d'Oraison                    | Oraison                    |              | La Brillanne               |                 | 43° 55′ 29″ N, 5° 53′ 57″ E | Pont en maçonnerie         | D 48                                          | 1888                         |                     |                         |
|                                        | Pont canal d'Oraison                      | Villeneuve                 |              | Villeneuve                 |                 | 43° 54′ 16″ N, 5° 53′ 14″ E | Pont en béton armé         |                                               |                              |                     |                         |
|                                        | Pont de Manosque                          | Gréoux-les-Bains           |              | Manosque                   |                 | 43° 48′ 16″ N, 5° 49′ 30″ E | Pont mixte acier-béton     | D 907                                         | 1939 (ancien) 2019 (moderne) |                     |                         |
| Bouches-du-Rhône / Vaucluse            |                                           |                            |              |                            |                 |                             |                            |                                               |                              |                     |                         |
|                                        | Pont autoroutier de l'A51 sur La Durance  | Saint-Paul-lez-Durance     |              | Beaumont-de-Pertuis        |                 | 43° 43′ 01″ N, 5° 44′ 12″ E |                            | A51                                           |                              |                     |                         |
|                                        | Pont Mirabeau                             | Jouques                    |              | Mirabeau                   |                 | 43° 41′ 24″ N, 5° 40′ 02″ E | Pont mixte acier-béton     | D 96/D 996                                    | 1988                         |                     |                         |
|                                        | Pont ferroviaire sur la Durance           | Meyrargues                 |              | Pertuis                    |                 | 43° 39′ 39″ N, 5° 32′ 38″ E |                            | Ligne Marseille - Aix-en-Provence - Pertuis   | 1913 (ancien) 2002 (moderne) |                     | Deux ponts en parallèle |
|                                        | Pont du Pertuis sur La Durance            | Meyrargues                 |              | Pertuis                    |                 | 43° 40′ 02″ N, 5° 29′ 47″ E | Pont mixte acier-béton     | D 556/D 956                                   | 2012                         |                     |                         |
|                                        | Pont de La Roque-d'Anthéron               | La Roque-d'Anthéron        |              | Cadenet                    |                 | 43° 42′ 37″ N, 5° 21′ 54″ E | Pont en béton précontraint | D 543/D 943                                   |                              |                     |                         |
|                                        | Pont de Mallemort                         | Mallemort                  |              | Mérindol                   |                 | 43° 44′ 16″ N, 5° 10′ 27″ E | Pont en béton précontraint | D 23E/D 32                                    |                              |                     |                         |
|                                        | Ancien Pont suspendu de Mallemort         | Mallemort                  |              | Mérindol                   | 300 m           | 43° 44′ 16″ N, 5° 10′ 25″ E | Pont suspendu              |                                               | 1848                         |                     | hors service            |
|                                        | Viaduc d'Orgon                            | Orgon                      |              | Cheval-Blanc               |                 | 43° 48′ 18″ N, 5° 02′ 40″ E |                            | LGV Méditerranée                              | 2001                         |                     |                         |
|                                        | Nouveau viaduc d'Orgon                    | Orgon                      |              | Cheval-Blanc               |                 | 43° 47′ 26″ N, 5° 02′ 49″ E | Pont à poutres             | Ligne d'Avignon à Miramas                     | 2008                         |                     |                         |
|                                        | Viaduc de Cheval-Blanc                    | Orgon                      |              | Cheval-Blanc               | 994m            | 43° 48′ 18″ N, 5° 02′ 40″ E | Pont à poutres             | LGV Méditerranée                              | 2001                         |                     |                         |
|                                        | Pont sur La Durance                       | Plan-d'Orgon               |              | Cavaillon                  |                 | 43° 49′ 08″ N, 5° 02′ 15″ E | Pont à poutres             |                                               |                              |                     |                         |
|                                        | Pont de Cavaillon                         | Plan-d'Orgon               |              | Cavaillon                  |                 | 43° 49′ 36″ N, 5° 01′ 50″ E | Pont en treillis           | D 99/D 938                                    | 1957                         |                     |                         |
|                                        | Pont ferroviaire sur la Durance           | Plan-d'Orgon               |              | Cavaillon                  | 1 500m          | 43° 50′ 10″ N, 5° 00′ 52″ E | Pont mixte acier-béton     | LGV Méditerranée                              | 2001                         |                     |                         |
|                                        | Pont Autoroutier de la Durance            | Noves                      |              | Avignon                    |                 | 43° 53′ 17″ N, 4° 55′ 20″ E | Pont en béton précontraint | A7                                            | 1969                         |                     |                         |
|                                        | Pont de Bonpas                            | Noves                      |              | Avignon                    | 500 m           | 43° 53′ 17″ N, 4° 54′ 59″ E | Pont voûté en maçonnerie   | D 7N/D 907                                    | 1954                         |                     |                         |
|                                        | Pont suspendu de Rognonas                 | Rognonas                   |              | Avignon                    | 415 m           | 43° 54′ 54″ N, 4° 48′ 31″ E | Pont suspendu en acier     | D 570N/N 570                                  | 1950                         |                     |                         |
|                                        | Pont ferroviaire d'Avignon sur La Durance | Rognonas                   |              | Avignon                    | 535 m           | 43° 55′ 00″ N, 4° 47′ 40″ E | Pont voûté en maçonnerie   | Ligne de Paris-Lyon à Marseille-Saint-Charles | 1863,                        |                     |                         |
|                                        | Pont Routier d'Avignon sur la Durance     | Rognonas                   |              | Avignon                    | 740 m           | 43° 55′ 06″ N, 4° 47′ 01″ E | Pont bipoutre en acier     | N 1007                                        | 2009                         |                     |                         |

### Articles Connexes
- Durance